# Friedrich-Franz Kruis
Het Friedrich-Franz-Kruis, (Duits: Friedrich-Franz-Kreuz) was een oorlogsonderscheiding van het groothertogdom Mecklenburg-Schwerin. Het kruis werd op 1 augustus 1917 ingesteld door de regerende groothertog Frederik Frans IV van Mecklenburg-Schwerin en was bedoeld als onderscheiding voor hulp aan de oorlogsinspanning aan het thuisfront.
Duitsland kwam er door de vernietigende oorlog op meerdere fronten economisch steeds slechter voor te staan, de bevolking leed onder tekort aan voedsel en allerlei materialen en er waren enorme verliezen aan mensenlevens te betreuren. Aan het thuisfront moesten ook duizenden blinden, invaliden en krankzinnig geworden veteranen worden verpleegd. De vrouwen die tot 1914 vooral thuis en in de landbouw hadden gewerkt moesten het werk van de opgeroepen mannen overnemen. In de voordrachten voor dit kruis werd dan ook van "bijzondere verdiensten op het gebied van de oorlogshulpdienst in het vaderland en in het belang van vaderland en gemeenschap verrichte diensten" gesproken.

## De decoratie
Het versiersel is een verzilverd leopoldkruis van messing met een verlengde onderste kruisarm. Het kruis is op twee lauwertakken gelegd. Er was in de tweede helft van de Eerste Wereldoorlog geen zilver genoeg beschikbaar om onderscheidingen nog op grote schaal uit edelmetalen te fabriceren.
Op de bovenste kruisarm staat de typische kroon van de Wenden afgebeeld terwijl op de onderste kruisarm de stichtingsdatum 1917 staat. In het medaillon is een hoekig monogram te zien waarin de letters  F F  te herkennen zijn. Op de keerzijde van het kruis staat in het centrale medaillon het Kruis voor Oorlogsverdienste van Mecklenburg-Schwerin afgebeeld. Het kruis werd aan een geel zijden lint met blauwe bies en horizontale rode strepen, de nationale kleuren van Mecklenburg, op de linkerborst gedragen. Dames droegen het kruis aan een strik op de linkerschouder. Na de dood van een decorandus moest het kruis aan de regering van Mecklenburg-Schwerin terug worden gestuurd. Omdat deze regering na 1933 toen de nazi's de Duitse staten ophieven niet meer bestond zal dat niet altijd zijn gebeurd.